# Grästjärnen (Orsa socken, Dalarna, 677371-144130)
Grästjärnen är en sjö i Orsa kommun i Dalarna och ingår i Dalälvens huvudavrinningsområde.